# Жигаевка
Жигаевка — река в Курской области России, левый приток Свапы. Протекает по территории Конышёвского и Дмитриевского районов.

## Физико-географическая характеристика
Берёт начало на юго-восточной окраине села Жигаево Конышёвского района. Основное направление течения — с юго-востока на северо-запад. На реке есть пруд в районе села Генеральшино. Впадает в Свапу восточнее села Снижа Дмитриевского района.

## Населённые пункты
На Жигаевке расположены следующие населённые пункты (от истока к устью):
Конышёвский район
- Жигаево

Дмитриевский район
- Петраковка
- Щербачево
- Генеральшино
- Викторовка
- Расстрыгино
- Железнодорожный